# Corde statique
Pour un article plus général, voir Corde de verticalité.
Une corde semi-statique, nommée couramment corde statique, est une corde de verticalité peu élastique conçue essentiellement pour supporter une charge statique, mais suffisamment élastique pour supporter une faible chute.
Une corde statique au sens strict, nommée aussi corde hyperstatique, est conçue en fibres de Kevlar ou de Dyneema et ne possède aucune capacité d'absorption d'énergie. Elle sert exclusivement au levage et au treuillage de charges lourdes ou pour confectionner les structures en cordes, et ne peut servir d’équipement de protection individuelle. Cela dit, pour gagner du poids en randonnée sur glacier, certains skieurs et alpinistes se sécurisent corde tendue avec une cordelette hyperstatique de moins de 6 mm.

## Constitution

### Âme
Une corde semi-statique comporte une âme intérieure en fibres parallèles de polyamide pour sa qualité première de résistance et de faible allongement à la charge statique. C'est cette âme seule qui a pour fonction de porter l'utilisateur avec un faible étirement durant la remontée sur corde principalement.

### Gaine
L'âme est entourée d'une gaine de protection et de préhension, constituée d'une tresse de fibres de polyester pour ses qualités de résistance aux déchirures et à l'abrasion et possiblement associée avec des fibres d'aramide pour une meilleure protection face aux coupures. Le tressage de la gaine est structuré pour permettre une meilleure qualité d'accroche, facilitant la remontée sur corde et éviter au passage l’introduction de saletés. La gaine est de couleur en général unie et différente de l’âme pour mettre en évidence d'un coup d’œil une usure de la gaine.

### Identification
Selon les fabricants et le pays, la corde statique possède trois types de repères pour son identification : un ruban d'informations et un fil repère annuel intégrés à la corde et une étiquette à chaque extrémité.
Le fin ruban d'identification se trouve entre l’âme et la gaine. Il regroupe chaque mètre toutes les informations nécessaires à son identification tout au long de la corde : fabricant, type, norme, année de construction et type de matériaux pour sa conception.
Le fil repère annuel quant à lui est très fin, en polyamide coloré, et se trouve piégé dans l’âme. Pour les constructeurs français, sa couleur millésime correspond à un code annuel officiel de dix couleurs et détermine son année de fabrication : gris, rose, noir, marron, rouge, orange, jaune, vert, bleu et violet. Chaque couleur revient tous les dix ans et permet d'identifier rapidement l'année de fabrication, facilitant la gestion des équipements. Pour d'autres fabricants étrangers, le code couleur ou lettre millésime peuvent différer.
Les étiquettes d'extrémité font la synthèse des informations les plus importantes comme le type, le diamètre, l'année de conception, le numéro de lot, la norme et la longueur. 

## Normes

### Corde
Les cordes semi-statiques, selon la norme CE EN 1891, sont des équipements de protection individuelle appelés cordes à âme-gaine à faible allongement. Elles doivent posséder une grande résistance à la déchirure et de faibles valeurs d'allongement. On les retrouve dans deux versions, type A ou B, différenciées par leur structure pour des performances différentes. Elle sont testés dynamiquement pour résister à au moins cinq chutes de 2 m sur un bout de corde de 2 m sans rompre ; ce qui représente une chute de facteur 1 au niveau du relais avec une charge de 100 kg en type A et de 80 kg en type B.

### Cordelette
Les cordelettes semi-statiques respectant la norme CE EN 564 sont de équipements de protection individuelle de 4 à 8 mm de diamètre. Elles servent de corde auxiliaire et ne sont pas conçues pour absorber l'énergie mais seulement la force et ne peuvent servir de corde d’assurage ou de rappel. Leur résistance à la rupture est alors fonction de leur diamètre ; de 3,2 kN minimum en 4 mm jusqu'à minimum 12,8 kN en 8 mm. Les nœuds de jonctions pouvant glisser ou réduire la résistance à la traction, elles sont testées à la rupture par le fabricant, confectionnées en anneaux fermées sur elle-même avec trois types de nœuds de jonction de types nœud de sangle ou nœud simple de plein poing, nœud double et nœud de pêcheur double,.

## Utilisations
Une corde semi-statique est conçue essentiellement pour supporter une charge statique, mais est suffisamment élastique pour supporter une faible chute. Ce type de corde tressée et gainée à faible coefficient d'allongement est utilisée pour la progression sur corde en canyonisme et en spéléologie, pour les travaux de grande hauteur sur corde et les pratiques de secours d'urgence ou d'interventions et de sécurité. Son allongement étant très faible et sa résistance à la déchirure importante, elle est principalement utilisée pour les descentes en rappel, les remontées sur corde, les déplacements et le hissage, ce qui en fait l'un des équipements de protection individuelle de sécurité majeur, assorti d'une obligation de gestion rigoureuse.
Son diamètre varie de à 8,5 à 16 mm ; son élasticité est inférieure à 5 % en utilisation et ne peut absorber que des chutes de facteur 1 au maximum, ; elle ne peut donc pas être utilisée en escalade en tête, car elle ne peut absorber les chutes à force de choc élevée. Elle reste toutefois utilisable en moulinette sans chute et sans risque de cisaillement ni d'abrasion par le rocher.

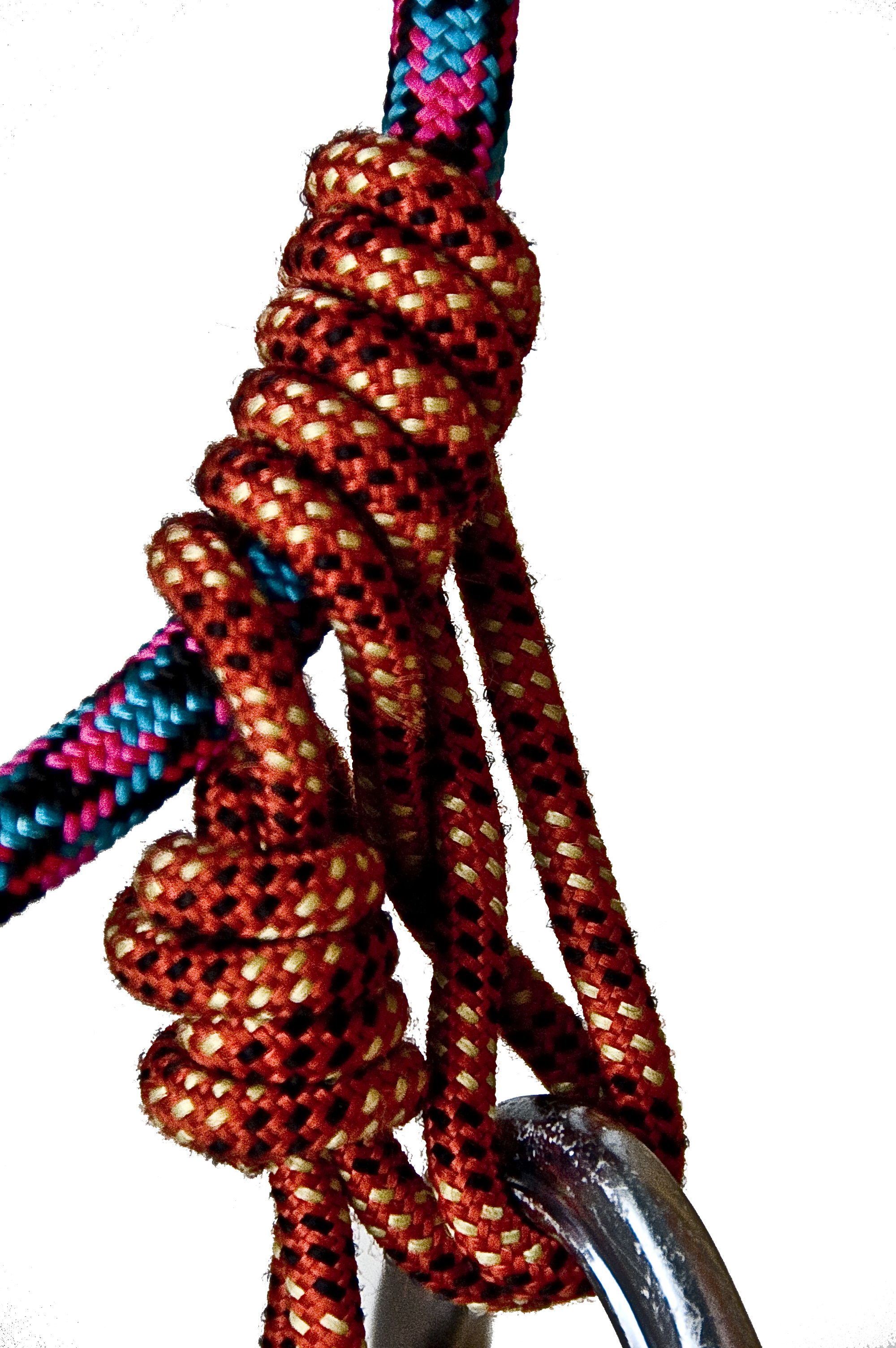
Anneau de cordelette statique tressé autour d'une corde, utilisé comme frein auto-bloquant pour la progression sur corde.

La cordelette statique, d'un diamètre inférieur ou égal à 8 mm, peut être utilisée pour confectionner un anneau pour des systèmes de sécurité ou comme corde auxiliaire pour le hissage de matériel léger complémentaire à la progression sur corde ainsi qu'en escalade libre ou en alpinisme.

### Corde semi-statique de type A
Les cordes semi-statique de type A peuvent être utilisées en spéléologie, pour les secours ou pour les travaux en hauteur comme ligne de sécurité. Dans ce cas, elles sont seulement utilisées pour quitter le lieu de travail ou pour effectuer des travaux en tension ou en suspension sur la corde.

### Corde semi-statique de type B
Les cordes de type B possèdent des paramètres de performance moins élevés que les corde de type A, notamment un poids plus faible, un diamètre plus petit et une résistance moindre. Elles sont utilisées principalement en rappel, avec plus de précaution face aux risques d'abrasion et de chute, principalement pour les sauvetages au moyen de descendeurs adaptés de type EN 341.

### Cordelette semi-statique
Les cordelettes semi-statique sont utilisées selon leur diamètre, leur composition et leur objectif. Elles sont utilisées :
- de 4 à 5 mm, comme lien pour les petits outils ou le bricolage ;
- de 5 à 6 mm, pour confectionner une échelle ou pour le maintien ou le hissage de matériel léger ou encore pour rappeler une corde à simple lors de descente en rappel ;
- de 6 à 7 mm, pour confectionner un Abalkov, un relais en escalade de glace[13] ou confectionner des anneaux pour la confection d'autobloquant de type nœud de Prusik ou nœud de Machard, pour la descente en rappel ou la remontée sur corde ;
- de 7 à 8 mm, elles peuvent servir cordelette semi-statique d'exploration pour les experts en spéléologie ou de cordelette de progression et de sécurité sur glacier.

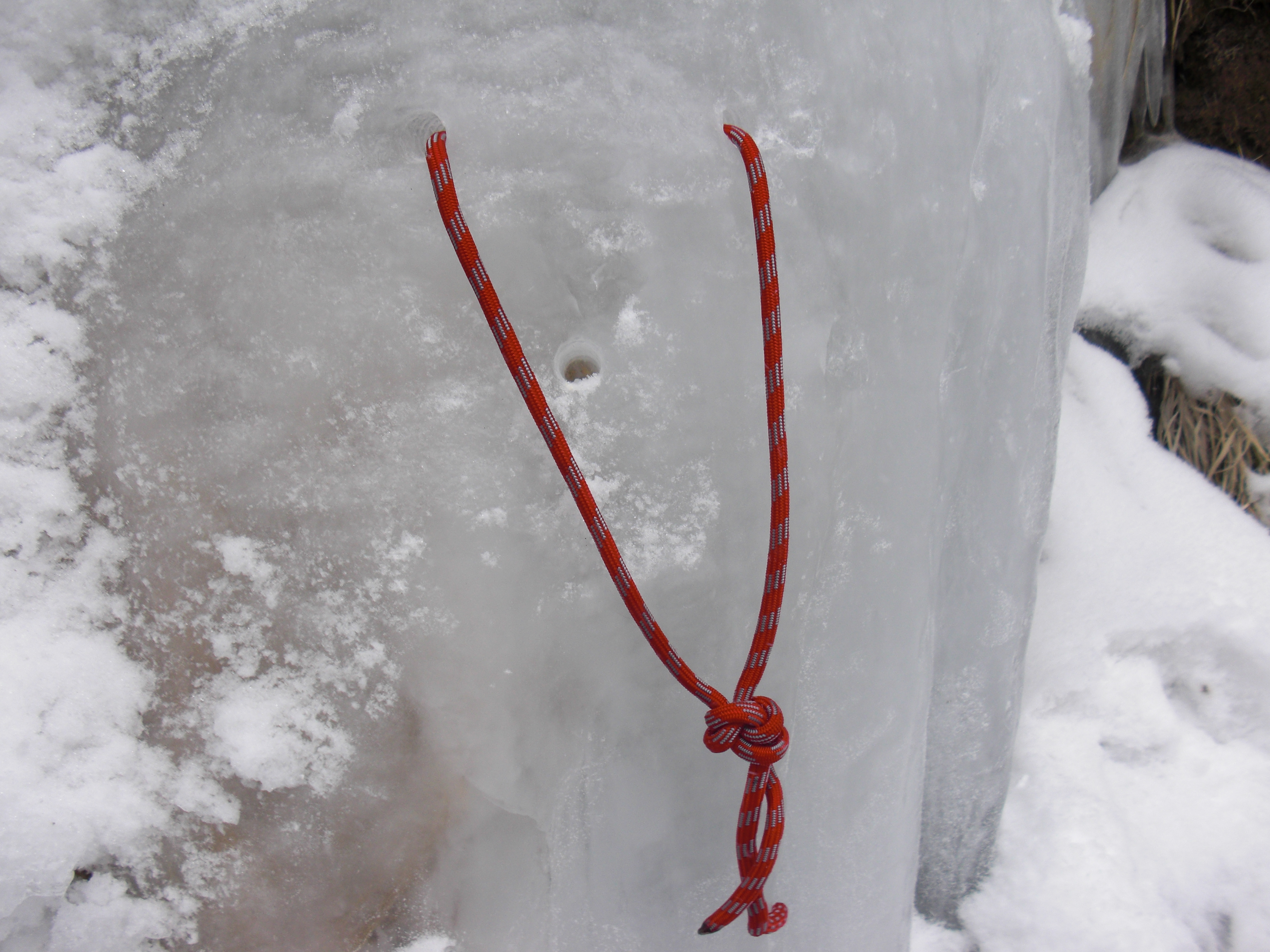
Cordelette servant à confectionner un Abalakov, un relais dédié au rappel en escalade glaciaire.
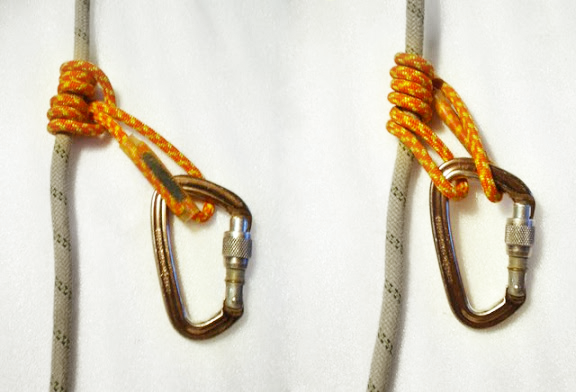
Anneaux de cordelette utilisés pour confectionner des autobloquants, nœud de Prusik à gauche et nœud de Machard à droite.
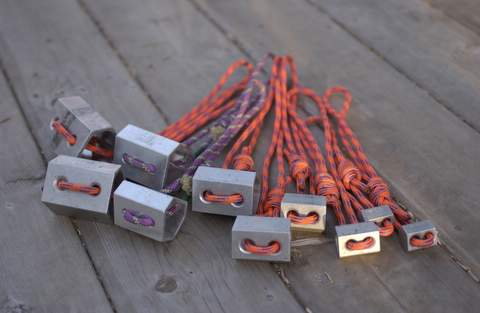
Jeux de coinceurs hexagonaux montés sur anneaux de cordelettes, pour l'assurage en alpinisme et escalade en terrain d'aventure